# S/2015 (136472) 1

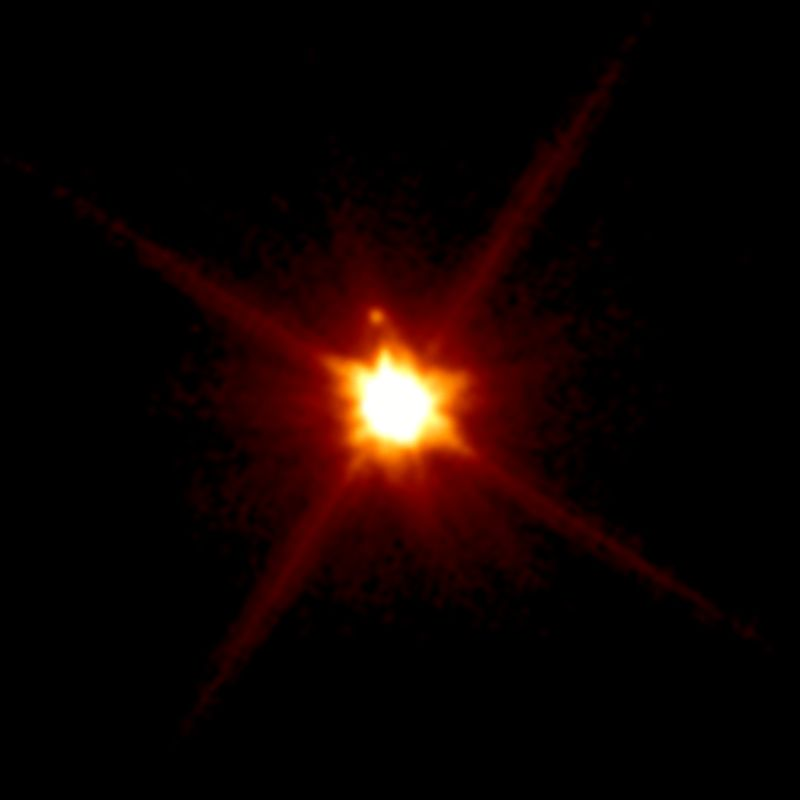
O planeta anão Makemake com seu satélite.

S/2015 (136472) 1, apelidado de MK 2 pela equipe de sua descoberta, é o único satélite natural conhecido do planeta anão Makemake. Estima-se que seu diâmetro seja de 160 km e está localizado em torno de 21.000 km a partir de Makemake.

## Descoberta
As observações que levaram à descoberta de S/2015 (136472) 1 ocorreu em abril de 2015, usando a Wide Field Camera 3 do telescópio espacial Hubble, e sua descoberta foi anunciada em 26 de abril de 2016.
A equipe que realizou a análise das imagens da descoberta foi liderada por Alex Parker, juntamente com Marc Buie, ambos do Southwest Research Institute, localizado em Boulder, Colorado, os dois astrônomos também fizeram parte da equipe que descobriu os pequenos satélites de Plutão em 2005, 2011 e 2012, usando a mesma técnica com o Hubble que foi usada para encontrar S/2015 (136472) 1. Segundo a NASA, a Camera 3 acoplada ao telescópio espacial Hubble, tem o poder de enxergar objetos de brilho fraco, além de conseguir registrar imagens de altíssima resolução.

## Características físicas e orbitais
Um exame preliminar das imagens sugere que o satélite de Makemake tem uma refletividade semelhante ao carvão, tornando-se um objeto extremamente escuro. Ele é cerca de 1.300 vezes menos luminoso que o planeta anão. Isso é um pouco surpreendente, porque Makemake é o segundo objeto — depois de Plutão — do cinturão de Kuiper conhecido mais brilhante. Existem várias hipóteses para explicar por que razão o satélite tem uma superfície tão escura apesar de está orbitando um planeta anão tão brilhante como a neve. Uma delas é a de que, ao contrário dos objetos maiores, como Makemake, S/2015 (136472) 1 não é suficientemente grande para poder manter gravitacionalmente uma crosta de gelo brilhante, que é perdida para o espaço quando é aquecida pelo Sol. Isto torna S/2015 (136472) 1 semelhante a cometas e a outros objetos do cinturão de Kuiper, muitos dos quais estão cobertos por material muito escuro.
As estimativas iniciais mostram que a órbita do satélite parece estar alinhada em relação aos observatórios baseados na Terra. O que torna muito mais difícil de se detectar o satélite porque o mesmo fica perdido no brilho de Makemake durante a maior parte do tempo e, juntamente com a sua superfície escura, contribuiu para pesquisas anteriores não ter obtido sucesso na detecção do objeto.
Atualmente, a órbita de S/2015 (136472) 1 ao redor de Makemake ainda não é conhecida com precisão, os pesquisadores vão necessitar de novas observações do Hubble para fazer medições precisas, a fim de determinar se sua órbita é elíptica ou circular, o que também deve lançar uma luz sobre sua origem. Uma órbita circular apertada significaria que o objeto provavelmente se formou a a partir de uma colisão entre Makemake e um outro objeto do cinturão de Kuiper. Por outro lado, se a órbita de S/2015 (136472) 1 for alongada e distante, será mais provável que ele seja um objeto errante que acabou sendo capturado pelo planeta anão. As primeiras indicações parecem apontar para que a órbita do satélite seja circular. Apesar da incerteza quanto à órbita de S/2015 (136472) 1, é possível que ele complete uma volta ao redor do planeta anão em doze dias ou talvez mais.

## Impactos da descoberta
A descoberta de um satélite pode trazer muitas informações valiosas sobre o sistema do planeta anão. Medindo a órbita de S/2015 (136472) 1, os astrônomos poderão calcular a massa do sistema e saber mais sobre a sua evolução. Também vem reforçar a ideia de que a maioria dos planetas anões têm satélites.
Makemake faz parte da classe dos objetos raros semelhantes a Plutão, e por isso foi importante a descoberta de um companheiro. Também segundo Parker, a descoberta desta lua dará a oportunidade de estudar Makemake com muito mais detalhe do que seria se o satélite não existisse.
Com a descoberta, os paralelos entre Plutão e Makemake aumentaram. Sabe-se que ambos os corpos celestes estão cobertos por metano congelado. Tal como se fez com Plutão, o estudo mais aprofundado de S/2015 (136472) 1 irá facilmente revelar a densidade de Makemake, um resultado fulcral que indicará se as composições de Plutão e Makemake também são semelhantes. "Esta nova descoberta abre um novo capítulo na ciência planetária comparativa do Sistema Solar exterior," defende Marc Buie.
A descoberta, também, pode ter resolvido um mistério sobre o planeta anão. Estudos realizados anteriormente em infravermelhos revelaram que, embora a superfície de Makemake seja brilhante e muito fria na sua quase totalidade, algumas áreas parecem ser mais quentes do que outras. Os astrônomos já haviam sugerido que esta discrepância poderia ser devido ao aquecimento pelo Sol de discretas zonas escuras na superfície do objeto. No entanto, a menos que Makemake esteja numa orientação especial, estas zonas escuras deveriam fazer variar substancialmente o brilho do planeta anão, à medida que ele vai rodando. Mas esta variabilidade nunca foi observada. No entanto, os dados em infravermelhos anteriores não tinham resolução suficiente para separar Makemake de seu satélite. Com base nas observações do Hubble, uma nova análise dos dados sugere que a área mais quente detectada anteriormente em luz infravermelha pode na realidade ter sido a superfície escura do satélite de Makemake.